# Wushu tại Đại hội Thể thao Đông Nam Á 2019
Wushu tại Đại hội Thể thao Đông Nam Á năm 2019 được tổ chức từ ngày 1 đến 3 tháng 12 năm 2019 tại World Trade Center, thành phố Pasay, Metro Manila, Philippines.  Chương trình thi đấu bao gồm các nội dung quyền thuật (taolu) và tán thủ (sanda). Đoàn chủ nhà Philippines giành vị trí nhất toàn đoàn với 7 huy chương vàng.

## Quốc gia tham dự
Tổng cộng có 72 vận động viên đến từ 9 quốc gia tham dự, với số lượng vận động viên cụ thể của từng quốc gia được ghi trong dấu ngoặc đơn.
- Brunei (5)
- Indonesia (8)
- Lào (7)
- Malaysia (7)
- Myanmar (11)
- Philippines (11)
- Singapore (5)
- Thái Lan (6)
- Việt Nam (12)

## Tóm tắt kết quả

### Bảng huy chương
| Hạng               | NOC                | Vàng | Bạc | Đồng | Tổng số |
| ------------------ | ------------------ | ---- | --- | ---- | ------- |
| 1                  | Philippines (PHI)  | 7    | 2   | 2    | 11      |
| 2                  | Việt Nam (VIE)     | 3    | 2   | 7    | 12      |
| 3                  | Indonesia (INA)    | 2    | 5   | 2    | 9       |
| 4                  | Malaysia (MAS)     | 2    | 1   | 1    | 4       |
| 5                  | Brunei (BRU)       | 1    | 3   | 2    | 6       |
| 6                  | Singapore (SGP)    | 1    | 1   | 0    | 2       |
| 7                  | Myanmar (MYA)      | 0    | 1   | 3    | 4       |
| 8                  | Thái Lan (THA)     | 0    | 1   | 2    | 3       |
| 9                  | Lào (LAO)          | 0    | 0   | 3    | 3       |
| Tổng số (9 đơn vị) | Tổng số (9 đơn vị) | 16   | 16  | 22   | 54      |

### Biểu diễn nam
| Nội dung              | Vàng                                                                    | Bạc                                                                  | Đồng                                                                           |
| --------------------- | ----------------------------------------------------------------------- | -------------------------------------------------------------------- | ------------------------------------------------------------------------------ |
| Trường quyền          | Yong Yi Xiang · Singapore                                               | Wong Weng Son · Malaysia                                             | Trần Xuân Hiệp · Việt Nam                                                      |
| Đao thuật / Côn thuật | Edgar Xavier Marvelo · Indonesia                                        | Jowen Lim · Singapore                                                | Trần Xuân Hiệp · Việt Nam                                                      |
| Nam quyền             | Phạm Quốc Khánh · Việt Nam                                              | Harris Horatius · Indonesia                                          | Thein Than Oo · Myanmar                                                        |
| Nam đao / Nam côn     | Mohammad Adi Salihin · Brunei                                           | Harris Horatius · Indonesia                                          | Phạm Quốc Khánh · Việt Nam                                                     |
| Thái cực quyền        | Loh Choon How · Malaysia                                                | Hosea Wong Zheng Yu · Brunei                                         | Daniel Parantac · Philippines                                                  |
| Thái cực kiếm         | Loh Choon How · Malaysia                                                | Jones Llabres Inso · Philippines                                     | Hosea Wong Zheng Yu · Brunei                                                   |
| Duilian               | Indonesia · Seraf Naro Siregar · Edgar Xavier Marvelo · Harris Horatius | Brunei · Madjurano Joel Majallah Sain · Muhd Safiee Shayferan Roslan | Philippines · Johnzenth Gazo · Jones Llabres Inso · Thornton Quieney Lou Sayan |

### Biểu diễn nữ
| Nội dung       | Vàng                      | Bạc                            | Đồng                           |
| -------------- | ------------------------- | ------------------------------ | ------------------------------ |
| Thái cực quyền | Agatha Wong · Philippines | Basma Lachkar · Brunei         | Trần Thị Minh Huyền · Việt Nam |
| Thái cực kiếm  | Agatha Wong · Philippines | Trần Thị Minh Huyền · Việt Nam | Basma Lachkar · Brunei         |

### Đối kháng nam
| Hạng cân | Vàng                                | Bạc                                 | Đồng                           |
| -------- | ----------------------------------- | ----------------------------------- | ------------------------------ |
| 48 kg    | Jessie Aligaga · Philippines        | Ade Permana · Indonesia             | Aung Myo Tun · Myanmar         |
| 48 kg    | Jessie Aligaga · Philippines        | Ade Permana · Indonesia             | Vũ Minh Đức · Việt Nam         |
| 52 kg    | Arnel Mandal · Philippines          | Laksamana Pandu Pratama · Indonesia | Khavy Phommakhanthong · Lào    |
| 52 kg    | Arnel Mandal · Philippines          | Laksamana Pandu Pratama · Indonesia | Đinh Văn Hương · Việt Nam      |
| 56 kg    | Francisco Solis · Philippines       | Yusuf Widiyanto · Indonesia         | Teng Kai Wen · Malaysia        |
| 56 kg    | Francisco Solis · Philippines       | Yusuf Widiyanto · Indonesia         | Nghiêm Văn Ý · Việt Nam        |
| 60 kg    | Bùi Trường Giang · Việt Nam         | Gideon Fred Padua · Philippines     | Noukhith Latsaphao · Lào       |
| 60 kg    | Bùi Trường Giang · Việt Nam         | Gideon Fred Padua · Philippines     | Charuwat Khunphet · Thái Lan   |
| 65 kg    | Clemente Tabugara Jr. · Philippines | Kittisak Suksanguan · Thái Lan      | Abdul Haris Sofyan · Indonesia |
| 65 kg    | Clemente Tabugara Jr. · Philippines | Kittisak Suksanguan · Thái Lan      | Ko Ko Chit · Myanmar           |

### Đối kháng nữ
| Hạng cân | Vàng                        | Bạc                         | Đồng                             |
| -------- | --------------------------- | --------------------------- | -------------------------------- |
| 48 kg    | Divine Wally · Philippines  | Nguyễn Thị Chinh · Việt Nam | Laty Keobounthan · Lào           |
| 48 kg    | Divine Wally · Philippines  | Nguyễn Thị Chinh · Việt Nam | Rosalina Simanjuntak · Indonesia |
| 65 kg    | Nguyễn Thị Trang · Việt Nam | Su Hlaing Win · Myanmar     | Suchaya Bualuang · Thái Lan      |